# Reine Alapini-Gansou

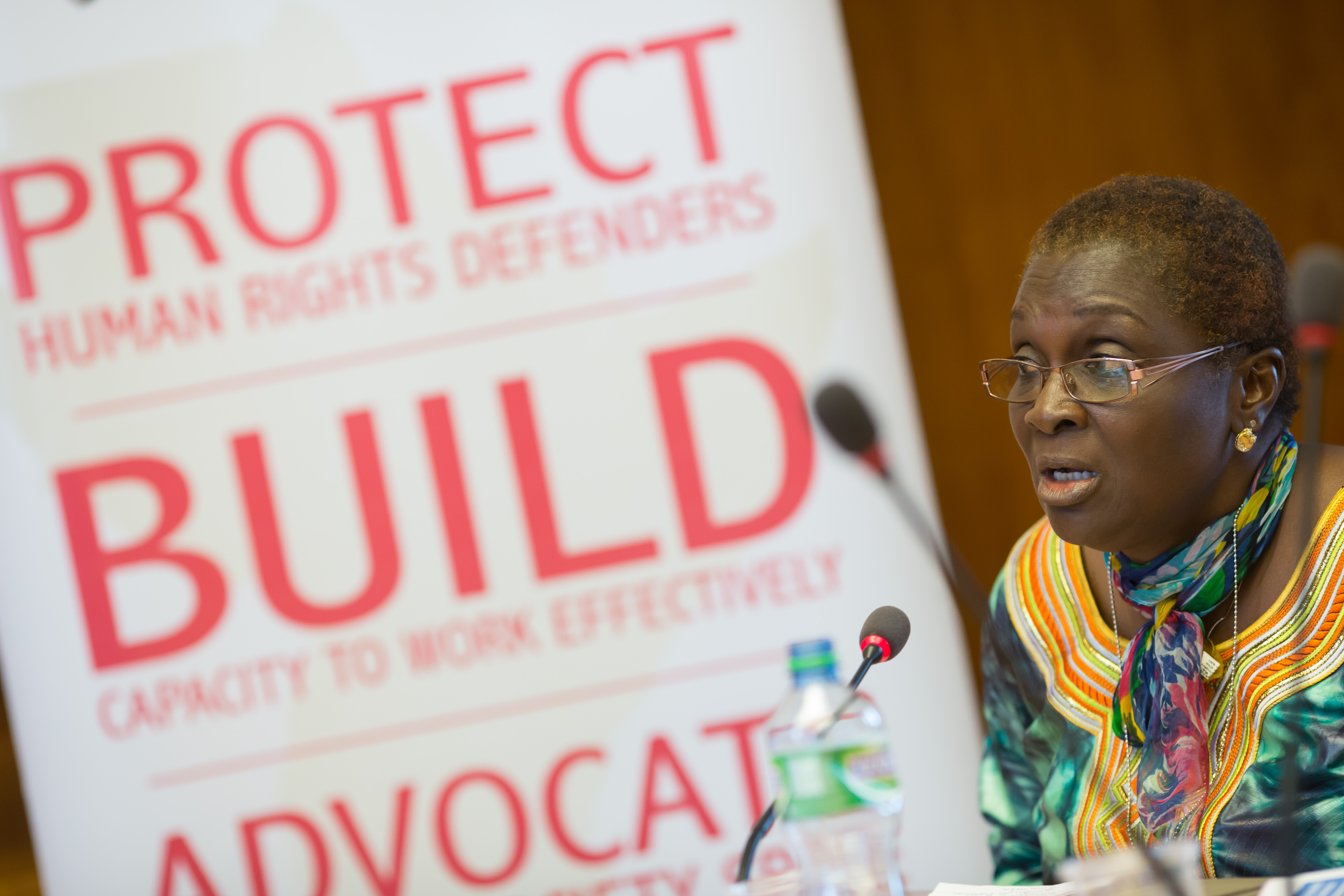
Reine Alapini-Gansou (2015)

Reine Adelaide Sophie Alapini-Gansou (* 11. August 1956) ist eine beninische Juristin und Richterin am Internationalen Strafgerichtshof.

## Leben und Wirken
Alapini-Gansou studierte ab 1979 Rechtswissenschaften an der Université Nationale du Bénin in Abomey-Calavi. Dort schloss sie 1981 ihr Studium mit dem Diplôme d'Études Universitaires Générales ab, 1982 erwarb sie zudem den Master of Business Law and Judicial Carriers. 1986 erhielt sie in Benin die Zulassung zur Anwaltschaft und ist seitdem dort als Anwältin tätig. 1999 erhielt sie nach postgradualen Studien an der Universität Maastricht und der Universität von Togo Diplome in Umweltrecht und Politik. Seit 2002 ist sie als Dozentin an der Universität von Benin tätig. Von 2005 bis 2017 war Alapini-Gansou als spezielle Berichterstatterin für die Situation von Menschenrechtsverteidigern in Afrika tätig. Im selben Jahr wurde sie Mitglied der Afrikanischen Kommission der Menschenrechte und der Rechte der Völker, deren Vorsitzende sie von 2009 bis 2011 war. Sie war Mitglied einer Untersuchungskommissionen der Vereinten Nationen über Menschenrechtsverletzungen in Afrika, unter anderem in der Elfenbeinküste, Mali und Burundi. Von 2012 bis 2014 war sie zudem Richterin am Ständigen Schiedshof.
2015 war sie Anwältin am Internationalen Strafgerichtshof. Seit März 2018 ist sie dort Richterin und als solche beteiligt unter anderem an den Verfahren gegen Saif al-Islam al-Gaddafi, William Ruto und Uhuru Kenyatta. Zudem liegen von ihr einige Veröffentlichungen in zumeist französischer Sprache zu den Menschenrechten, zum Frauenschutz in Afrika sowie zum beninischen Familienrecht vor. Im März 2024 wurde sie zur zweiten Vizepräsidentin des IStGH gewählt.